# Pero lara
Pero lara là một loài bướm đêm trong họ Geometridae.